# Geely Binrui
La Geely Binrui è un'autovettura prodotto dalla casa automobilistica cinese Geely dal 2018.

## Descrizione
La vettura, che è stata messa in vendita il 30 agosto 2018, si basa sulla piattaforma Geely BMA ed è il primo veicolo basato sulla piattaforma. La vettura è equipaggiata con il motore Geely G-Power 14T da 133 CV (con cambio manuale e CVT) e il motore Geely G-Power 200T da 136 CV (cambio DCT). La Binrui è dotata di un sistema di guida autonoma di livello 2, con controllo automatico della velocità e il sistema di mantenimento di corsia. Il sistema di guida autonoma non è in grado di superare e cambiare corsia.